# 五味俊樹
五味 俊樹（ごみ としき、1948年 - ）は、日本の政治学者。専門は、国際政治学、アメリカの東アジア政策。大東文化大学名誉教授。

## 略歴
長野県生まれ。1972年上智大学法学部法律学科卒、1979年同大学院外国語学研究科博士課程国際関係論専攻単位取得満期退学。玉川大学文学部専任講師などを経て、1990年に大東文化大学法学部助教授、1994年に教授となる。大東文化大学では国際比較政治研究所所長も務め、2019年に同大学名誉教授の称号を授与された。

## 著書

### 単著
- 『国際関係のコモン・センス』（南窓社, 1997年、増補版2001年）

### 共著
- （戸部良一・草野厚・井上勇一・波多野澄雄）『昭和史――その遺産と負債』（朝日出版社, 1989年）

### 共編著
- （長谷川雄一）『日本外交と対外紛争』（れんが書房新社, 1984年）
- （滝田賢治）『現代アメリカ外交の転換過程』（南窓社, 1999年）
- （滝田賢治）『9・11以後のアメリカと世界』（南窓社, 2004年）

### 訳書
- ジョナサン・G・アトリー『アメリカの対日戦略』（朝日出版社, 1989年）
- ウォルター・ラフィーバー『アメリカの時代――戦後史のなかのアメリカ政治と外交』（芦書房, 1992年）

（久保文明・久保典子・阪田恭代・高杉忠明・木村昌人・土田宏・鐸木昌之共訳）
- スティーヴン・D・コーエン『日米大決戦――世界経済を制するのはカウボーイかサムライか』（徳間書店, 1992年）
- スティーヴン・D・コーエン『アメリカの国際経済政策』(三嶺書房, 1995年)

（納家政嗣・古城佳子・明田ゆかり・山崎好裕 共訳）
- マイケル・シャラー『アジアにおける冷戦の起源――アメリカの対日占領』(木鐸社, 1996年)

（立川京一・原口幸司・山崎由紀共訳）
- ゴードン・A・クレイグ, アレキサンダー・L・ジョージ『軍事力と現代外交――歴史と理論で学ぶ平和の条件』（有斐閣, 1997年、新版2009年）

（木村修三・高杉忠明・滝田賢治・村田晃嗣共訳）
- ヒュー・ボートン『戦後日本の設計者――ボートン回想録』（朝日新聞社, 1998年）
- ジョン・ルイス・ギャディス『ロング・ピース――冷戦史の証言「核・緊張・平和」』（芦書房, 2002年）

（坪内淳・阪田恭代・太田宏・宮坂直史共訳）